# Simonoonops orghidani
Simonoonops orghidani är en spindelart som först beskrevs av Margareta Dumitrescu och C.Constantin Georgescu 1987.  Simonoonops orghidani ingår i släktet Simonoonops och familjen dansspindlar.
Artens utbredningsområde är Venezuela. Inga underarter finns listade i Catalogue of Life.